# Pauline Pfeiffer
Pauline Marie Pfeiffer (Parkersburg, Iowa, 22 de julio de 1895-Hollywood, California, 1 de octubre de 1951) fue una periodista estadounidense y la segunda esposa del escritor Ernest Hemingway.

## Primeros años de vida
Pfeiffer nació en Parkersburg, Iowa el 22 de julio de 1895. Era hija de Paul Pfeiffer, un agente inmobiliario, y de Mary Alice Downey. En 1901 se mudaron a St. Louis donde asistió a la escuela en Visitation Academy of St. Louis. Aunque su familia volvió a mudarse más tarde a Piggott, Arkansas, Pfeiffer se quedó en Missouri para estudiar en la Escuela de Periodismo de la Universidad de Missouri, donde se graduó en 1918. Después de trabajar para periódicos de Cleveland y Nueva York, Pfeiffer pasó a las revistas, trabajando para Vanity Fair y Vogue. Cuando se trasladó a París trabajando para Vogue, tuvo la oportunidad de conocer a Ernest Hemingway y su primera esposa, Hadley Richardson, en 1926.

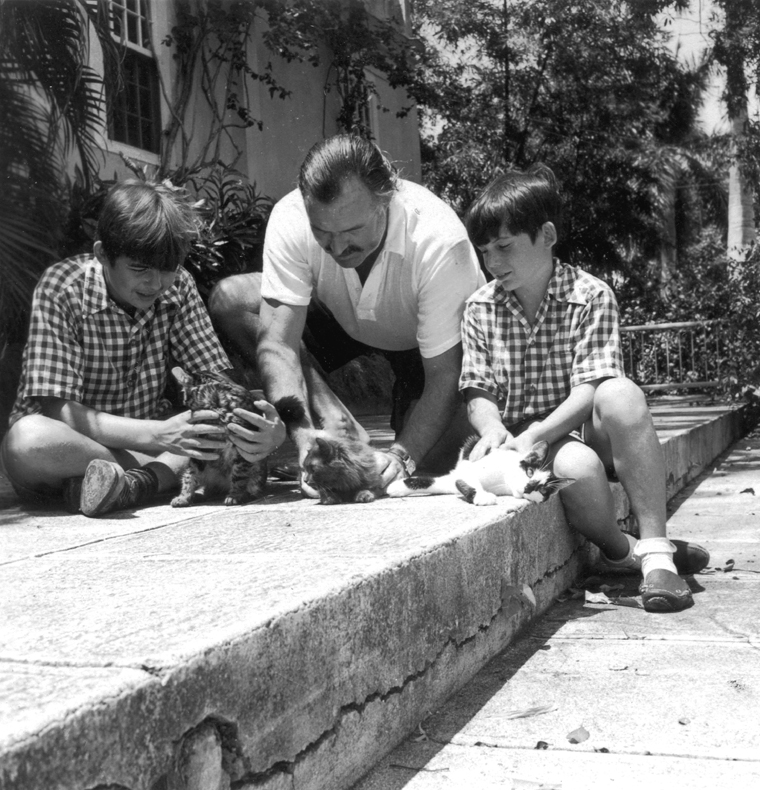
Ernest Hemingway con sus hijos Patrick y Gregory en Finca La Vigía, Cuba

## Matrimonio con Hemingway
En la primavera de 1926, Hadley Richardson, la primera esposa de Ernest Hemingway, se enteró del romance de Hemingway con Pauline, y a primeros de julio, Pauline se unió a la pareja para su viaje anual a Pamplona para pasar las fiestas de San Fermín. A su regreso a París, Hadley y Hemingway decidieron separarse y, en noviembre, Hadley solicitó formalmente el divorcio. Se divorciaron en enero de 1927.
Hemingway se casó con Pauline en mayo de 1927 y fueron de luna de miel a Le Grau-du-Roi. La familia de Pauline era rica y católica; Antes del matrimonio, Hemingway se convirtió al catolicismo. A finales de año, Pauline, que estaba embarazada, quería regresar a Estados Unidos. John Dos Passos recomendó Key West y abandonaron París en marzo de 1928.
Tuvieron dos hijos, Patrick y Gregory (luego Gloria). Hemingway se basó en el difícil trabajo de Pfeiffer con un hijo como base argumental para escribir la muerte de su personaje Catherine en Adiós a las armas. Las devotas creencias católicas de Pfeiffer la llevaron a apoyar al bando nacional durante la Guerra Civil Española, mientras que Hemingway respaldaba al bando republicano.
En 1937, durante un viaje a España, Hemingway inició un romance con Martha Gellhorn. Pfeiffer y él se divorciaron unos años más tarde, el 4 de noviembre de 1940, y a las tres semanas él se casó con Gellhorn.

## Etapa final y fallecimiento
Pfeiffer continuó viviendo en Cayo Hueso (Florida), con frecuentes visitas a California, hasta su muerte el 1 de octubre de 1951, a los 56 años Su muerte se atribuyó a un agudo estado de shock relacionado con el arresto de Gregory y con una llamada telefónica posterior de Ernest. Gregory, más tarde conocida como Gloria, había experimentado problemas de identidad de género durante la mayor parte de su vida; por ello había sido arrestada al entrar al baño de mujeres en una sala de cine. Años más tarde, tras convertirse en médico, ya como Gloria, interpretó el informe de la autopsia de su madre donde se indicaba que había muerto a causa de un tumor feocromocitoma en una de sus glándulas suprarrenales. Su teoría era que la llamada telefónica de Ernest había provocado que el tumor segregara un exceso de adrenalina y luego se detuviera, lo que provocó un cambio en la presión arterial provocando la entrada en shock agudo de su madre y la posterior muerte.